# Stazione di Jungfraujoch

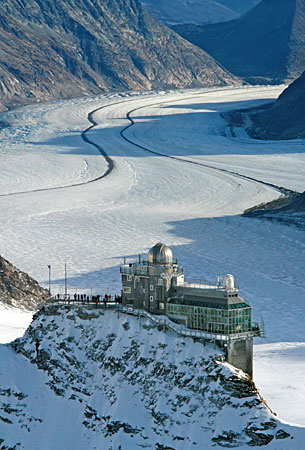
L'Osservatorio astronomico Sphinx sopra il ghiacciaio dell'Aletsch

La stazione di Jungfraujoch, situata sul passo omonimo al confine fra i cantoni svizzeri di Berna e Vallese, è la stazione capolinea della Ferrovia della Jungfrau.
Situata ad un'altitudine di 3454 metri s.l.m., è la stazione ferroviaria più elevata d'Europa, tanto da meritarsi l'appellativo di Top of Europe.
Venne inaugurata il 1º agosto del 1912, dopo ben 14 anni di scavi, che permisero di collegare la stazione al capolinea di Kleine Scheidegg, lungo un tratto di 9,3 km, l'80% dei quali all'interno di tunnel.